# Khoulle
Der Khoulle, nach Jan Gyllenbok auch Kolleh, Khoul, Khoull, Kulla oder Khollah, war ein algerisches Volumenmaß für Flüssigkeiten und entsprach dem Krug. Er wurde für Öl bevorzugt.
- 1 Khoulle = 16,66 Liter